# Тонюкук
Тонюкук (Tonjuquq) е знатен тюрк от рода Ашиде, получил образованието си в Китай, който се присъединил към водача на антикитайското въстание – Кутлуг чор.
С голямо влияние в държавните дела при първите трима тюркски кагани – Кутлуг чор/Илтериш (Iltäriš) (682 – 691), Капаган (Qapaγan; кит. Мо-чжо) (691 – 716) и Билге (716 – 734). За заслуги към държавата получил от Илтериш каган титула Boila Baγa tarqan (кит. Пейло Мохе даган).